# Hine
Hine est une maison de cognac située 16 quai de l'Orangerie à Jarnac, en Charente.

## Histoire

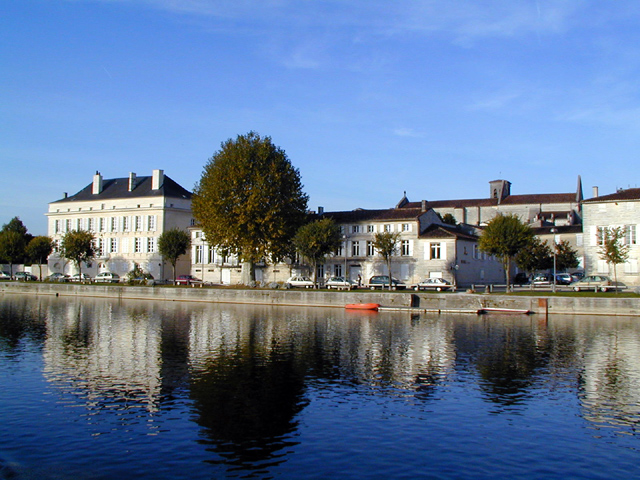
Siège de Hine, au 16 quai de l'Orangerie le long de la Charente à Jarnac.

En 1791, Thomas Hine (1775-1822), alors âgé de 16 ans, quitte sa terre natale de la côte sud de l’Angleterre pour gagner la France… en pleine Révolution Française. Il se rend à Jarnac, Charente, où il est engagé en comme commis dans la Maison de négoce Ranson et Delamain, qui élabore le cognac préféré de son père. James Delamain (1738-1800), huguenot émigré d'Irlande, a fondé en 1763 la maison de négoce avec son beau-père Jean-Isaac Ranson. Le 3 octobre 1797 (13 brumaire an VI), Thomas Hine épouse Françoise Élisabeth Delamain, fille de James Delamain et Marie Ranson.
En 1817, la maison Ranson et Delamain est liquidée, les héritiers n'ayant pu se mettre d'accord sur la succession. Le gendre éponyme fonde Thomas Hine & Co, et ses cousins Paul Roullet et Henri Delamain (petit-fils de James) fondent sept ans plus tard la Maison Roullet et Delamain, qui deviendra Delamain et Cie. Les liens entre les deux familles protestantes jarnacaises restent étroits, et l'arrière-petit-fille de Thomas Hine, Adrienne Hine (1850-1922) épouse Philippe Delamain (1847-1902). Ils ont pour fils Jacques et Robert Delamain.
Aujourd'hui, comme à l'époque de Thomas Hine, les établissements Hine bordent les rives de la Charente à Jarnac. Le logo est inspiré des armes parlantes de Hine, hind signifiant biche en vieil anglais. Il est couché, sa tête tournée vers l'arrière, regardant symboliquement vers l'Angleterre. En 1962, Hine est gratifié du Royal Warrant de Sa Majesté la Reine Élisabeth II, et devient le fournisseur officiel de cognac à la Cour d'Angleterre,.
En 1987, la société est rachetée par Moët Hennessy. En 2003, elle devient la propriété du groupe CL Financial, issu du groupe Angostura. La Maison est rachetée en 2013 par la société Edv.

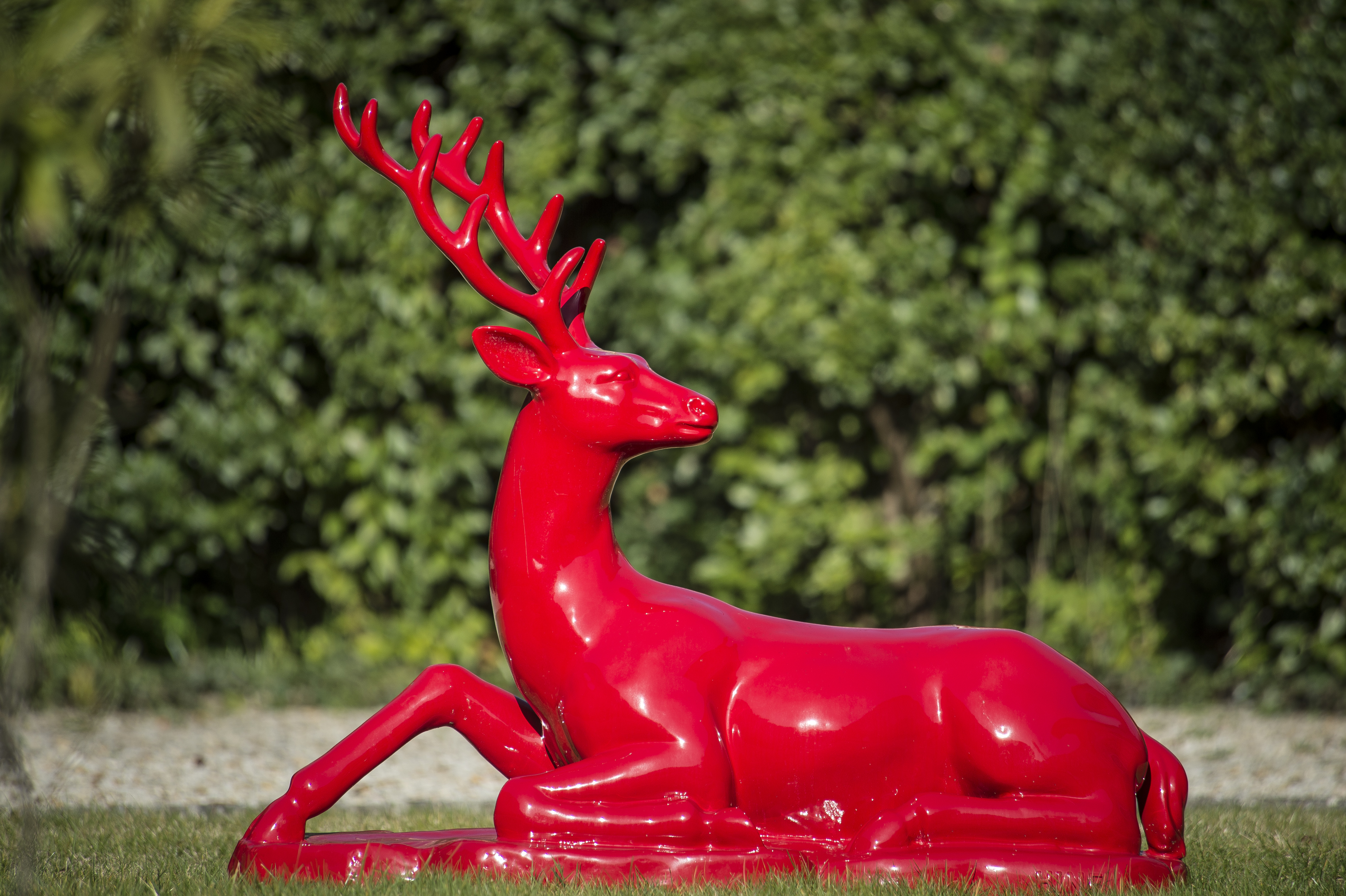
Le cerf, emblème officiel de la Maison Hine, ancré sur le sol français, tournant la tête vers l'Angleterre.
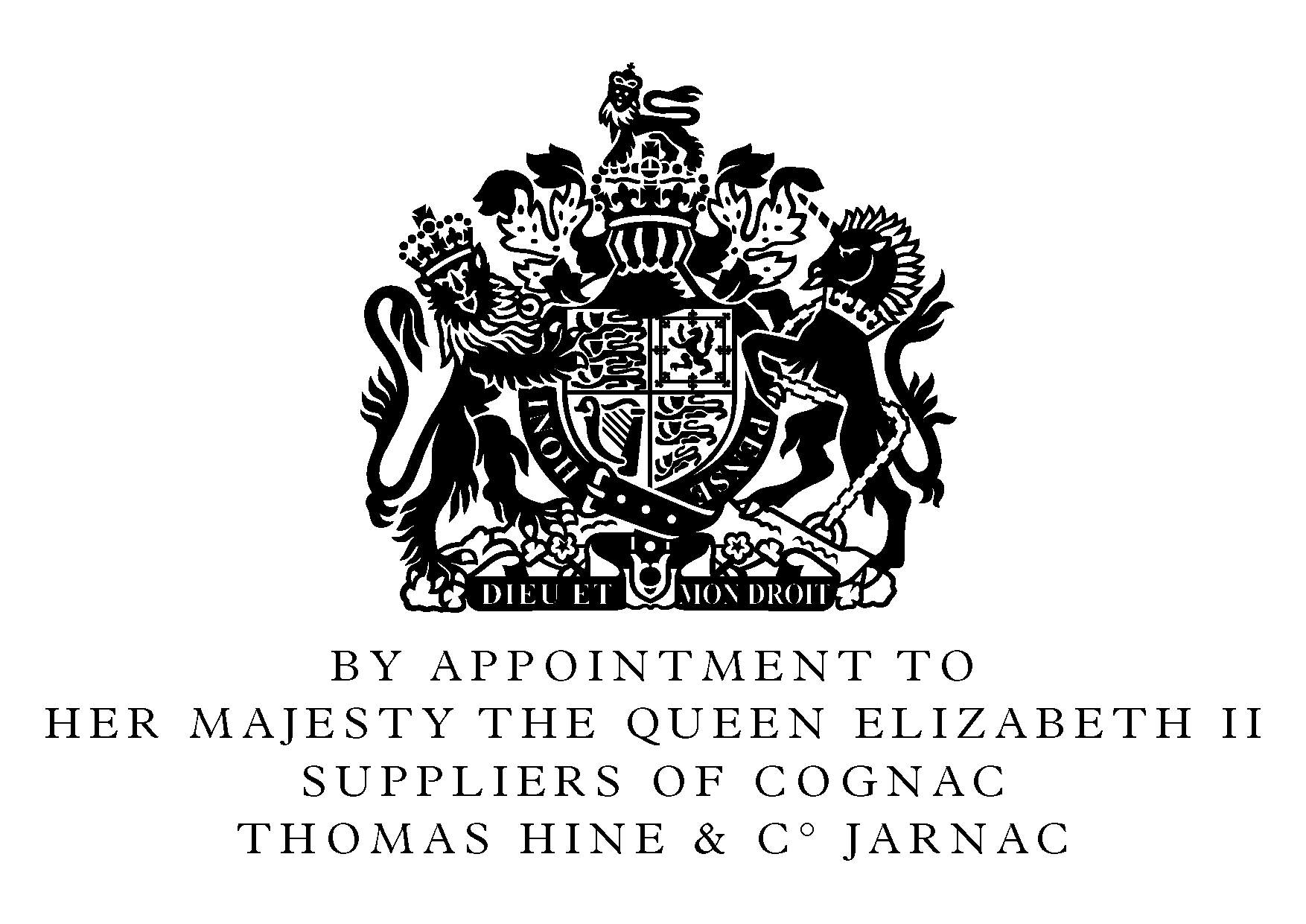
Le symbole du Royal Warrant pour la Maison Hine.